# Maisdon-sur-Sèvre

Maisdon-sur-Sèvre este o comună în departamentul Loire-Atlantique, Franța. În 2009 avea o populație de 2,550 de locuitori.